# Nery Brenes
Nery Antonio Brenes Cárdenas (Limón, 25 de septiembre de 1985) es un atleta de nacionalidad costarricense. Se especializa en los 400 metros lisos, y su mayor logro ha sido la conquista del título de campeón mundial en pista cubierta, y también el título panamericano. Además ha conseguido triunfos en el  Campeonato Iberoamericano de Atletismo y los Juegos Centroamericanos y del Caribe,  y tiene tres participaciones en Juegos Olímpicos.

## Biografía
Hijo de Edison Antonio Brenes Beck y Maidela Rosalina Cárdenas Knight. Sus inicios como atleta se mostraron desde que estaba en la escuela Tomás Guardia de Limón centro, y su primera competencia oficial fue en los Juegos Nacionales de Nicoya el año 2002. En 2005 acudió al mundial de Helsinki (Finlandia), donde no pasó de la primera fase, pero acumuló experiencia importante.
Para el 2007, participó en el campeonato mundial de Osaka, y se ubicó en el cuarto puesto de una de las semifinales; y el siguiente año compitió en los Juegos Olímpicos de Pekín 2008, donde finalizó en el cuarto lugar del primer heat eliminatorio en la ronda de semifinales.
Luego de varias lesiones que lo mantuvieron fuera de las pistas durante el 2009, Brenes regresó a las competencias en el año 2010; y a mediados de marzo participó en el Mundial de Atletismo en Pista Cubierta donde terminó en el cuarto lugar. Posteriormente se alzó dos títulos regionales en el Campeonato Iberoamericano de Atletismo con una marca de 45,19 s y los Juegos Centroamericanos y del Caribe de Mayagüez con un registro de 44,84 s, la primera para un costarricense en el atletismo en la historia de la justa.
El 26 de octubre del 2011, durante los Juegos Panamericanos de Guadalajara, Brenes ganó la prueba con un registro de 44,65 s, el mejor de su carrera y séptima mejor marca del año a nivel mundial, que le brindó a Costa Rica la primera medalla de oro en atletismo en la historia de la competencia, y la quinta medalla dorada en total, siendo Silvia Poll la única que había logrado las demás preseas.
Otro hito de su carrera llegó el 2012, cuando participó por tercera ocasión en un mundial en pista cubierta y logró el primer título absoluto para Costa Rica en los 400 m con registro de 45,11 s, también récord del campeonato. Ese mismo año compitió en los Juegos Olímpicos de Londres, y previo al evento realizó una base de entrenamiento en Colombia y en el centro de alto rendimiento de Madrid junto a su compatriota Sharolyn Scott. Sin embargo, en su segunda cita olímpica no logró pasar de la ronda preliminar al ubicarse en el cuarto lugar de su heat eliminatorio con una marca de 45,65 s, que tampoco le bastó para pasar a la fase semifinal.
El limonense atribuyó el resultado a una lesión en el talón izquierdo que le impidió correr a plenitud, además de un arranque en la carrera al que calificó como un «desastre total». Además, en febrero del 2013 fue sometido a una operación, y pese a ganar algunos eventos regionales, en el campeonato mundial de Moscú no pasó de la ronda de semifinales en la que acabó con un registro de 46,34 segundos.
Para la temporada del año 2014 el costarricense tenía como objetivo defender su título mundial en pista cubierta. En vista de ello, el 7 de febrero se presentó en el campeonato bajo techo XL Galan de Estocolmo, donde se ubicó en el último puesto de su heat eliminatorio con marca de 46,62 s. Posteriormente, y después de lograr un tiempo nada prometedor en España de 46,78 s, en la ciudad de Praga obtuvo un registro de 46,53 s antes de partir a Sopot para el certamen mundial.
Brenes inició la defensa de su título con segundos puestos en la ronda preliminar y semifinales (46,62 s y 46,25) que le permitieron arribar la final, en la que llegó en la sexta posición con marca de 47,32 s. Por otro lado, para el mes de mayo decidió terminar la relación deportiva con su entrenador Walter Salazar. Para el mes de agosto, se alzó con la medalla de bronce del XVI Campeonato Iberoamericano con registro de 45,97 segundos.
El 2015 enfrentó dos desafíos regionales ya bajo la dirección de Emmanuel Chanto: primero fue en los Juegos Panamericanos de Toronto donde no logró defender con éxito su título del 2011 al llegar en la cuarta posición de la final con registro de 44,85 s, mientras que en su propio país se celebró la segunda edición del campeonato Nacac en la que se adjudicó el segundo puesto con marca de 45,22 segundos. Dichos resultados fueron sus antecedentes para su presentación en el campeonato mundial de Pekín en el que no pasó de la ronda preliminar. 
Para iniciar la temporada del 2016, Brenes asistió en marzo a su cuarta presentación en el mundial de atletismo en pista cubierta, en esta ocasión celebrado en Portland, donde alcanzó semifinales con registro de 46,49 s. Sin embargo, con una base de entrenamiento en Barcelona y en ruta a los Juegos Olímpicos de Río de Janeiro, el día 23 de junio mejoró su propia marca personal de los 400 m en la ciudad de Madrid en una carrera de ronda previa al registrar 44,60 s, en lo que era la sexta ocasión de su carrera que corría por debajo de los 45 segundos. Además, el 11 de julio participó en una carrera de los 200 m en Málaga en la que ganó un cupo para la justa de verano en dicha especialidad con una marca de 20,43 segundos, nuevo récord nacional.
Para los Juegos Olímpicos, los terceros en su historial particular, Brenes fue el abanderado de la delegación costarricense para la ceremonia de apertura. Ya en la competencia de los 400 m, logró un registro de 45,53 s en la ronda preliminar para pasar a las semifinales donde paró el cronómetro en 45,02 s, lo que resultó insuficiente para colarse en la final del evento. En tanto, en su debut en los 200 m también alcanzó las semifinales con una marca de 20,33 segundos, pese a que la ronda previa había mejorado su mejor tiempo personal en 20,20 segundos.
Terminada la participación en Río de Janeiro corrió por la Liga de Diamante en Zúrich donde fue tercero en los 400 m con un tiempo de 45,18 m. En esta competencia figuró por primera ocasión en la tabla final al acumular 10 puntos. 
El 2017, y a través de una tarjeta de invitación, se presentó a su séptimo campeonato del mundo, realizado en la ciudad de Londres. Pero en esta oportunidad, acabó descalificado en la ronda preliminar. En diciembre del mismo año, durante los XI Juegos Deportivos Centroamericanos de Managua, ganó la medalla de oro de los 200 m y 400 m, ambas con nuevas marcas de la justa con 20,56 s. y 46,64 s. respectivamente.
El 2018 sumó su quinta participación en el campeonato mundial en pista cubierta, en esa ocasión celebrado en Birmingham, y aunque logró ganar su carrera en la etapa de clasificación con un registro de 46,58 s, terminó descalificado por invasión del carril contrario. Tuvo además participaciones en los Juegos Centroamericanos y del Caribe en Barranquilla, su cuarta asistencia al evento, y se adjudicó la medalla de bronce con un tiempo de 45,61 s., mientras que en la carrera de relevos 4×400 su equipo fue sexto. En el Campeonato Nacac de Toronto fue segundo con una marca de 45,67 segundos, y en el Campeonato Iberoamericano de Trujillo obtuvo también la segunda posición con un registro de 46,27 segundos, y en los 200 m fue tercero con 20,88 segundos. El siguiente año asistió a sus cuartos Juegos Panamericanos en la ciudad de Lima pero no logró clasificar a la final.

## Logros
| Año  | Torneo                               | Lugar                  | Resultado                          | Evento | Tiempo (en segundos) |       |
| ---- | ------------------------------------ | ---------------------- | ---------------------------------- | ------ | -------------------- | ----- |
| 2007 | Campeonato Mundial                   | Osaka, Japón           | 4.to lugar en la 1.ª semifinal     | 400 m  | 45.01                |       |
| 2008 | Campeonato Mundial en Pista Cubierta | Valencia, España       | 4.to lugar                         | 400 m  | 46.65                |       |
| 2008 | Evento Costarricense de Atletismo    | San José, Costa Rica   | 1.er lugar                         | 400 m  | 45.38                |       |
| 2008 | Grand Prix Suramericano              | Medellín, Colombia     | 1.er lugar                         | 400 m  | 45.45                |       |
| 2008 | Evento Internacional de Jamaica      | Jamaica                | 2.do lugar                         | 400 m  | 45.78                |       |
| 2008 | Puerto Rico Grand Prix               | Ponce, Puerto Rico     | 4.to lugar                         | 400 m  | 45.68                |       |
| 2008 | 2008 LAC Dessau                      | Dessau, Alemania       | 1.er lugar                         | 400 m  | 46.02                |       |
| 2008 | AF Golden League                     | Oslo, Noruega          | 3.er lugar                         | 400 m  | 45.21                |       |
| 2008 | Juegos Olímpicos de Beijing          | Beijing, China         | 10.mo lugar                        | 400 m  | 46.55                | 44.94 |
| 2010 | Campeonato Mundial en Pista Cubierta | Doha, Catar            | 4.to lugar                         | 400 m  | 46.55                |       |
| 2011 | Juegos Panamericanos                 | Guadalajara            | 1.er lugar                         | 400 m  | 44.65                |       |
| 2012 | Campeonato Mundial en Pista Cubierta | Estambul, Turquía      | 1.er lugar                         | 400 m  | 45.11                |       |
| 2012 | Juegos Olímpicos de Londres          | Londres, Inglaterra    | 4.to lugar en su heat eliminatorio | 400 m  | 45.65                |       |
| 2016 | 34th Meeting de 2016                 | Madrid, España         | 1.er lugar                         | 400 m  | 44.60                |       |
| 2016 | Juegos Olímpicos de Río de Janeiro   | Río de Janeiro, Brasil | 2.to lugar en su heat eliminatorio | 400 m  | 45.53                |       |
| 2016 | Juegos Olímpicos de Río de Janeiro   | Río de Janeiro, Brasil | 6.to lugar en su heat semifinales  | 400 m  | 45.02                |       |